# 剣に焦ぐ
『剣に焦ぐ』（けんにこぐ）は、浅岡しゅくによる日本の漫画作品。剣道を題材としたスポーツ漫画。『サイコミ』（Cygames）にて、2018年12月12日から毎週水曜日更新で連載中。作者の浅岡は、剣道3段を持つ。単行本は電子書籍で発売されている。

## あらすじ
「八央子の鬼子」と呼ばれるほど喧嘩に明け暮れていた不良少年の灰島了一は、ある時、警察官の小宮に補導される。補導の時、仲間を救うために警官にすら殴りかかる了一を見て、小宮は更生のために剣道を勧める。
小宮を倒すため、剣道を始めた了一は、都立紅泉高校に進学し、剣道部へと入部する。しかし、そこは気弱な部長をはじめ、あまり熱心ではない3人だけの弱小部であった。

## 登場人物
灰島 了一（はいじま りょういち）
「八央子の鬼子」の異名を取るほどに暴力的で喧嘩に明け暮れていた不良少年。凄まじい負けず嫌いであり、小宮を倒すために剣道を続けることになる。礼儀は知らず、部の面々ともぶつかることも多いが、暇さえあれば練習に明け暮れている。甘いものはあまり好きではなく、やたら味の濃いスナック菓子を好む。
小宮 直希（こみや なおき）
警視庁の警察官。全日本剣道選手権大会の東京都代表として出場するほどの実力者。既婚者。
千早 駆（ちはや かける）
中学の全国大会優勝者。福岡の高校に進学が決まっている。
灰島 かなえ（はいじま かなえ）
了一の妹。真面目な少女であり、歩きながら本を読むほど。
狭間 広輔（はざま こうすけ）
紅泉高校2年生で、剣道部の部長。気が弱く、相手に強気で詰め寄られると、つい相手に迎合した返事をしてしまうところがある。剣道マニアであり、笹塚に憧れて紅泉高校に入学した。
住吉 友春（すみよし ともはる）
紅泉高校剣道部2年生。バイトを良くしており、部活動にはあまり熱心ではない。部活動では陽気であるが、練習試合で人の目が注目すると吐き気を催してトイレに駆け込んでしまうなど、かなり緊張に弱い。
高尾 陽二（たかお ようじ）
紅泉高校剣道部2年生。彼女がおり、デートを理由に部活動は休みがち。
市ヶ谷 勇一郎（いちがや ゆういちろう）
紅泉高校1年生で、了一の同級生。剣道経験者で、中学の都大会2位の選手だったが、高校では剣道部に入っていない。
笹塚 鉄夫（ささづか てつお）
紅泉高校の教師で、剣道部の顧問。私立の強豪が多い東京の高校剣道で、都立高である紅泉高校剣道部を、全国制覇させた「黄金世代」の一人。

## 書誌情報
- 浅岡しゅく『剣に焦ぐ』小学館〈サイコミ×裏少年サンデーコミックス〉、既刊17巻（2024年6月28日現在）
  1. 2019年7月30日配信[4][7]
  2. 2019年9月30日配信[8]
  3. 2020年3月30日配信[9]
  4. 2020年6月30日配信[10]
  5. 2020年9月30日配信[11]
  6. 2020年12月25日配信[12]
  7. 2021年4月28日配信[13]
  8. 2021年7月30日配信[14]
  9. 2021年10月29日配信[15]
  10. 2022年2月28日配信[16]
  11. 2022年6月30日配信[17]
  12. 2022年10月28日配信[18]
  13. 2023年2月28日配信[19]
  14. 2023年6月30日配信[20]
  15. 2023年10月30日配信[21]
  16. 2024年2月29日配信[22]
  17. 2024年6月28日配信[23]